# 다케타시

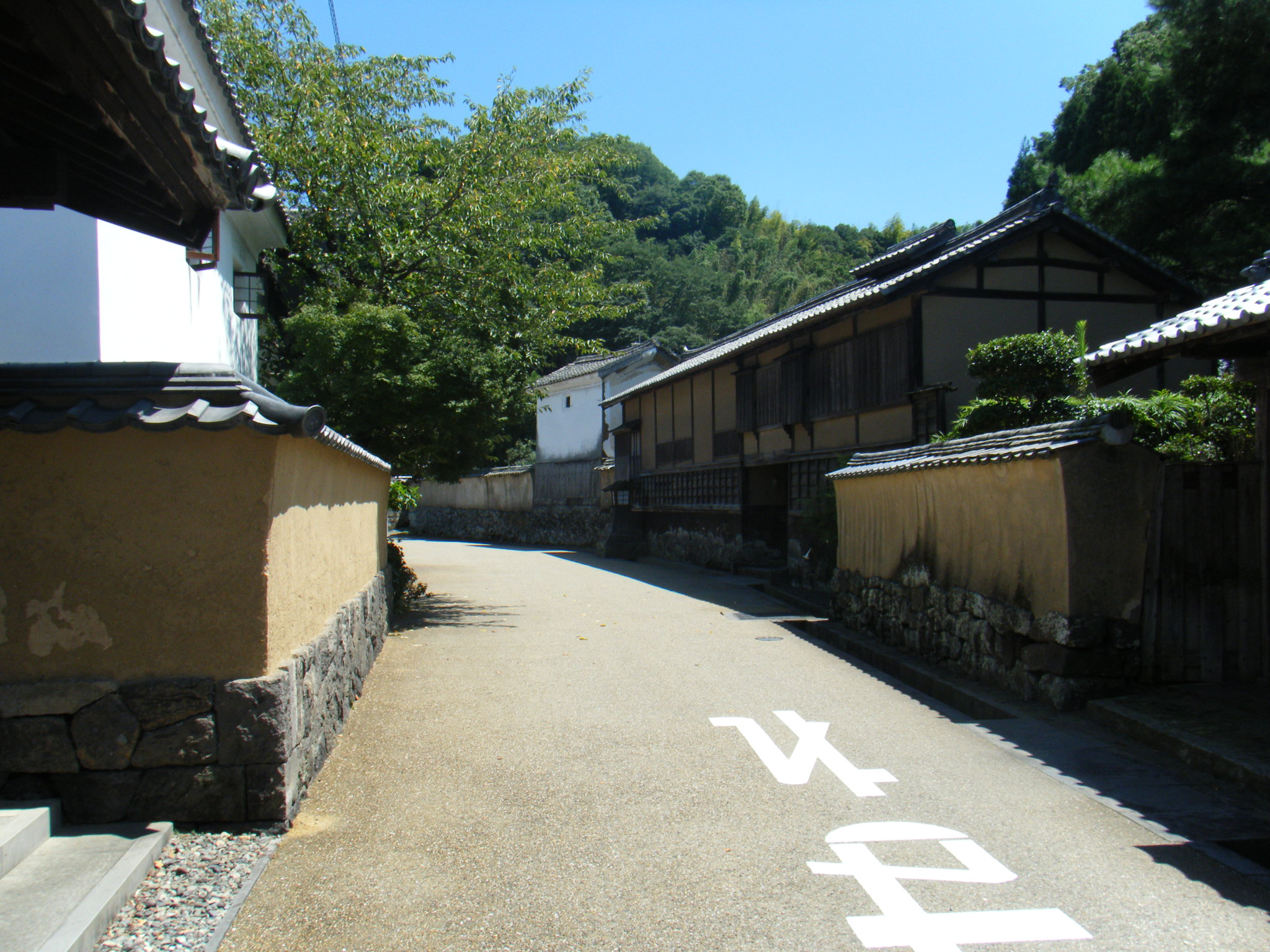
사무라이의 저택

다케타시(일본어: 竹田市)는 일본 오이타현 서부에 있는 시이다. 조카마치(성시)와 오쿠분고(奥豊後), 고조노쓰키(荒城の月)로 알려져 있다.
2005년 4월 1일에 다케타시와 옛 나오이리군 오기정, 구주정, 나오이리정이 합병(신설 합병)해 새로운 다케타시가 되었다. 합병 전 옛 다케타시의 인구는 2004년 10월 1일 기준 17,289명으로 오이타현에서 가장 적었고 규슈의 시 중에서는 후쿠오카현 야마다시(현 가마시)에 이어 적었으며 일본 전체에서도 하위 10위에 속하는 인구였다. 또 규슈 지방의 시 중에서 인구 밀도가 가장 낮고 서일본에서도 소수에 해당한다.

## 인구
| 연도                         | 인구   | ±%     |
| ---------------------------- | ------ | ------ |
| 1960                         | 56,889 | —      |
| 1965                         | 49,308 | −13.3% |
| 1970                         | 42,873 | −13.1% |
| 1975                         | 38,359 | −10.5% |
| 1980                         | 36,011 | −6.1%  |
| 1985                         | 34,693 | −3.7%  |
| 1990                         | 32,398 | −6.6%  |
| 1995                         | 30,368 | −6.3%  |
| 2000                         | 28,689 | −5.5%  |
| 2005                         | 26,534 | −7.5%  |
| 2010                         | 24,361 | −8.2%  |
| 2015                         | 22,332 | −8.3%  |
| 2020                         | 20,332 | −9.0%  |
| Taketa population statistics |        |        |

## 지리
오이타현 서부에 위치하고 중심 시가지는 오이타시에서 남서쪽으로 약 55km, 구마모토시에서 동북동쪽으로 약 73km 떨어져 있다. 주변은 구주 연산·아소산·소보산·가타무키산 등 1000m급 산악 지대로 둘러싸여 있으며 다케타 용수군과 구주 고원을 가지는 자연이 풍부한 시이다. 동쪽으로 인접하는 분고오노시와 함께 호히 지구(오쿠분고)로 불리며 연안부의 남부 지방과 구별되는 경우가 있다.
서쪽은 구마모토현, 남쪽은 소보산·가타무키산을 사이에 두고 미야자키현과 인접한다. 하지만 다케타시와 미야자키현을 직접 연결하는 도로가 없기 때문에 사실상 구마모토현만 인접한다고 할 수 있다.

### 기후
시내 전역이 태평양측 기후에 속한다. 다만 전형적인 대륙성 기후이며 연교차가 몹시 심하다. 연평균 기온은 13.7°C(2008년)이고 여름에는 소나기나 뇌우가 많으며 더위가 심하다.
겨울에는 기온이 영하가 되는 날이 많고 적설도 많다. 특히 소보산 기슭의 우바다케·미야도 지구, 아소산 기슭의 스고 지구, 옛 구주정의 구주 고원은 겨울에는 50cm 전후의 적설을 기록하고 기온은 -10°C 미만이 되는 날이 자주 있어 오이타현뿐만 아니라 서일본 굴지의 한랭 지대이다. 연 강수량은 2,175mm(2005년)로 비가 많은 것도 특징 중 하나이다. 이 때문에 수해도 많이 발생한다.
| 다케타시의 기후                                              | 다케타시의 기후 | 다케타시의 기후 | 다케타시의 기후 | 다케타시의 기후 | 다케타시의 기후 | 다케타시의 기후 | 다케타시의 기후 | 다케타시의 기후 | 다케타시의 기후 | 다케타시의 기후 | 다케타시의 기후 | 다케타시의 기후 | 다케타시의 기후 |
| 월                                                           | 1월             | 2월             | 3월             | 4월             | 5월             | 6월             | 7월             | 8월             | 9월             | 10월            | 11월            | 12월            | 연간            |
| ------------------------------------------------------------ | --------------- | --------------- | --------------- | --------------- | --------------- | --------------- | --------------- | --------------- | --------------- | --------------- | --------------- | --------------- | --------------- |
| 역대 최고 기온 °C (°F)                                       | 20.8 (69.4)     | 25.0 (77.0)     | 28.0 (82.4)     | 29.8 (85.6)     | 35.0 (95.0)     | 33.9 (93.0)     | 36.7 (98.1)     | 37.7 (99.9)     | 35.2 (95.4)     | 31.7 (89.1)     | 27.3 (81.1)     | 23.5 (74.3)     | 37.7 (99.9)     |
| 일평균 최고 기온 °C (°F)                                     | 9.0 (48.2)      | 10.6 (51.1)     | 14.4 (57.9)     | 19.9 (67.8)     | 24.3 (75.7)     | 26.1 (79.0)     | 30.4 (86.7)     | 31.1 (88.0)     | 27.2 (81.0)     | 22.1 (71.8)     | 16.8 (62.2)     | 11.3 (52.3)     | 20.3 (68.5)     |
| 일일 평균 기온 °C (°F)                                       | 3.9 (39.0)      | 5.0 (41.0)      | 8.4 (47.1)      | 13.6 (56.5)     | 18.2 (64.8)     | 21.3 (70.3)     | 25.4 (77.7)     | 25.7 (78.3)     | 22.0 (71.6)     | 16.5 (61.7)     | 11.0 (51.8)     | 5.8 (42.4)      | 14.7 (58.5)     |
| 일평균 최저 기온 °C (°F)                                     | −0.9 (30.4)     | −0.3 (31.5)     | 2.7 (36.9)      | 7.5 (45.5)      | 12.6 (54.7)     | 17.4 (63.3)     | 21.7 (71.1)     | 21.7 (71.1)     | 17.9 (64.2)     | 11.5 (52.7)     | 5.6 (42.1)      | 0.7 (33.3)      | 9.8 (49.7)      |
| 역대 최저 기온 °C (°F)                                       | −8.4 (16.9)     | −8.6 (16.5)     | −7.2 (19.0)     | −3.2 (26.2)     | 1.2 (34.2)      | 7.7 (45.9)      | 12.1 (53.8)     | 13.8 (56.8)     | 5.5 (41.9)      | 0.2 (32.4)      | −3.4 (25.9)     | −8.2 (17.2)     | −8.6 (16.5)     |
| 평균 강수량 mm (인치)                                        | 48.1 (1.89)     | 67.4 (2.65)     | 103.6 (4.08)    | 117.7 (4.63)    | 147.8 (5.82)    | 364.9 (14.37)   | 309.7 (12.19)   | 221.0 (8.70)    | 268.6 (10.57)   | 124.1 (4.89)    | 67.6 (2.66)     | 45.0 (1.77)     | 1,885.3 (74.22) |
| 평균 강수일수 (≥ 1.0 mm)                                     | 5.8             | 7.9             | 10.1            | 10.0            | 9.8             | 15.0            | 13.1            | 11.8            | 10.9            | 7.4             | 6.9             | 5.8             | 114.5           |
| 평균 월간 일조시간                                           | 159.9           | 151.3           | 170.3           | 188.1           | 194.9           | 131.7           | 174.2           | 193.5           | 144.8           | 165.6           | 153.8           | 160.6           | 1,988.6         |
| 출처: 일본 기상청 (평년값: 1991년~2020년, 극값: 1977년~현재) |                 |                 |                 |                 |                 |                 |                 |                 |                 |                 |                 |                 |                 |

### 인접하는 자치체
- 오이타현
  - 오이타시
  - 분고오노시
  - 유후시
  - 구스군 고코노에정

- 구마모토현
  - 아소시
  - 아소군 미나미오구니정·우부야마촌·다카모리정

- 미야자키현
  - 니시우스키군 다카치호정·히노카게정

## 역사
- 1889년 4월 1일 - 정촌제 시행과 함께 나오이리군 다케타정이 성립하였다.
- 1942년 4월 1일 - 다케타정·도요오카촌·메이지촌·오카모토촌이 합병해 새로운 다케타정이 되었다.
- 1950년 9월 1일 - 도요오카촌이 재분리되었다.
- 1954년 3월 31일 - 다케타정·다마라이정·도요오카촌·마쓰모토촌·뉴타촌·미야도촌·우바다케촌·스가오촌·조바루촌·미야기촌이 신설 합병해 다케타시가 되었다.
- 2005년 4월 1일 - 다케타시·오기정·구주정·나오이리정이 신설 합병해 다케타시가 되었다.

## 경제
주요 산업은 농업, 운송업, 임업이다.

## 교통

### 철도
- 규슈 여객철도 호히 본선

### 도로
- 국도 57호선
- 국도 442호선
- 국도 502호선